# 大漁まつり
「大漁まつり」（たいりょうまつり）は、日本の演歌歌手さくらまやの1枚目のシングルである。2008年12月3日発売。発売元は日本クラウン。

## 概要
- さくらまやのデビューシングル。「ホッケも帆立も当たり年」で始まる歌詞の意味は日本中の港町が大漁になり幸せになってほしいという願いが込められている[要出典]。
- タカラトミー「親子のたいやきくん」CMソング。
- 2009年9月2日にDVD付きバージョンがリリースされた。
- 2009年第51回日本レコード大賞新人賞、第42回日本有線大賞新人賞受賞曲。

## 収録曲
1. 大漁まつり(4:30)
作詞：水木れいじ、作曲：岡千秋、編曲：丸山雅仁
2. ねんころ子守歌(5:00)
作詞：西條みゆき、作曲：岡千秋、編曲：丸山雅仁
3. 大漁まつり［オリジナル・カラオケ］(4:30)
4. ねんころ子守歌［オリジナル・カラオケ］(5:00)
5. 大漁まつり［一般用カラオケ］(4:28)

## 収録アルバム
- まや☆カラ カラオケクイーンさくらまやと歌おう!!（#1）